# Járműkövetés
A járműkövető rendszer folyamatos kapcsolatot teremt a járművek és az üzembentartó között. 
Követhetővé és naplózhatóvá teszi a flotta járműveinek mozgását, lopás esetén pedig növeli a jármű megtalálásának esélyét. A rendszer alapja a járművekbe - általában rejtve vagy nehezen hozzáférhetően - épített eszköz, ami a legtöbb esetben GPS segítségével meghatározza a jármű helyzetét és folyamatosan vagy időszakosan eljuttatja az adatokat egy központba. A legelterjedtebb megoldás, hogy egy GPS és egy modultelefon összeépítéséből készül egy egység, mely lehetővé teszi a folyamatos adatkommunikációt. 
A járművek mozgásának ellenőrzésére a mobiltelefon nem praktikus megoldás, mivel használata idő- és költségigényes. Ezért jelent hatékony megoldást a műholdas járműkövető rendszer, aminek segítségével folyamatosan, online követhetőek a flotta járművei.

## Szolgáltatásai
A jól felépített rendszereknél egyszerűen elérhetőek az üzemeltetőt érdeklő fontos dolgok, mint a: 
- vezetési és pihenőidők nyilvántartása
- gyorshajtás ellenőrzése
- járműokmányok érvényességének figyelése
- automatikus útnyilvántartás (melyet az adóhatóság is elfogad)
- üzemanyag-fogyasztás
- segédberendezések és munkaszervek működése

## További lehetőségek
A hagyományos nyomkövetés mellett egyre inkább elterjedt a kiegészítő szolgáltatások igénybevétele.
A járműkövető rendszerek által gyűjtött adatok integrálhatóak egy vállalat saját informatikai rendszerébe, így képezhetik a munkaidő nyilvántartás alapját, vagy akár automatikusan elkészülhet a mezőgazdasági területhez tartozó üzemanyag támogatást igénylő nyomtatvány. 

### Teherautóknál
- üzemanyagszint, fogyasztás figyelés (a járműre szerelt egyéb berendezéseken is, például áramforrás aggregát)
- raktérhőmérséklet mérés
- billentések számolása
- pótkocsi leakasztás figyelése
- ponyvazár, raktérajtó figyelése
- kártyás sofőr azonosítás
- betonszállító mixerkocsiknál forgásirány figyelése.

### Üzletkötői autóknál
- üzleti és magánutak elkülönítése
- kijelölt terület elhagyásának ellenőrzése
- partnerfelkeresések figyelése, időtartamának, számosságának naplózása

### Mezőgazdasági gépeknél
- üzemanyagszint, fogyasztás-figyelés
- felakasztott munkaeszköz automatikus azonosítása
- megművelt táblák munkáinak elkülönítése, azokról automatikus jelentések (üzemanyag felhasználás, munkaidő, művelés költsége)

### Taxiknál
- „fekete fuvarok” automatikus kiszűrése
- gépkocsi helyzetének figyelése
- rejtett riasztás lehetősége

### Munkagépeknél
- üzemanyagszint, fogyasztás-figyelés
- Munkaidő, a tényleges munkavégzés percre pontos figyelése
- rakodott súly mérése